# Ли, Сидни
Сэр Сидни Ли (5 декабря 1859, Блумсбери, Большой Лондон — 3 марта 1926, Лондон) — английский биограф, писатель и критик.

## Биография
Соломон Лазарус Ли родился в 1859 году на Кеппел-стрит, 12, Блумсбери, Лондон. Получил образование в City of London School и в Баллиол-колледже в Оксфорде, где в 1882 году окончил факультет современной истории. В 1883 году Ли стал помощником редактора Словаря национальной биографии. В 1890 году стал ассистентом редактора, а после ухода сэра Лесли Стивена в отставку в 1891 году сменил его на посту редактора.
Ли написал более 800 статей для словаря, в основном о елизаветинских авторах и государственных деятелях. Его сестра Элизабет Ли также внесла свой вклад. Ещё учась в Баллиоле, Ли написал две статьи по шекспировским вопросам, которые были напечатаны в журнале The Gentleman’s Magazine. В 1884 году он опубликовал книгу о Стратфорде-на-Эйвоне с иллюстрациями Эдварда Халла. Статья Ли о Шекспире в 51-м томе (1897) Словаря национальной биографии легла в основу его «Жизни Уильяма Шекспира» (1898), которая вышла пятым изданием в 1905 году.
В 1902 году Ли редактировал оксфордское факсимильное издание первого фолио комедий, хроник и трагедий Шекспира, за которым в 1902 и 1904 годах последовали дополнительные тома с подробным описанием сохранившихся копий, а в 1906 году — полное издание шекспировских произведений.
В 1911 году Ли получил рыцарское звание. С 1913 по 1924 год работал профессором английской литературы и английского языка в колледже Восточного Лондона. В 1915 году прочитал Шекспировскую лекцию Британской академии.